# کاتالائو
کاتالائو(به پرتغالی: Catalão) یک شهر کوچک در جنوب استان گوییاس در برزیل است. و مرکز بزرگ تولید غله، احشام و فسفات است و در آن یک کارخانه میتسوبیشی قرار دارد.
- تراکم جمعیت: ۱۷٫۸۵ inhab/km² (۲۰۰۳)
- میزان رشد جمعیت: ۱٫۸۶.٪
- جمعیت ۱۹۸۰: ۳۹٬۱۷۲
- جمعیت شهری در سال ۲۰۰۳: ۶۰٬۸۳۰
- جمعیت روستایی در سال ۲۰۰۳: ۶٬۶۱۶